# محمود الدسوقي
محمود الدسوقي «أبو عدي» (1934-28 أكتوبر 2015)، شاعر فلسطيني ولد في مدينة الطيبة (المثلث- فلسطين)، أنهى دراسته الابتدائية في الطيبة، ثم التحق بالمدرسة الفاضلية بمدينة طولكرم. اعتقل بعد فترة وأفرج عنه وواصل تعليمه الثانوي في مدرسة الناصرة وتخرج منها عام 1955 ثم التحق بمعهد الصحافة ونال إجازة عام 1964. التحق بعد ذلك بجامعة تل أبيب ودرس الاقتصاد وحصل على البكالوريوس عام 1970 وعلى الدبلوم في المحاسبة عام 1971.

## سيرته
نظم الشعر في سن مبكرة وهو ما زال في بداية المرحلة الثانوية، صدر أول شعر مطبوع له مع عدد من الطلاب الشعراء وهو ما زال في المدرسة الثانوية. أصدر في عام 1957 ديوان «السجن الكبير» وفي عام 1959 ديوان «مع الأحرار»، كما أصدر ديوان «موكب الأحرار» فصودر ومنع نشره، وأعتقل الشاعر وقدم للمحاكمة بتهمة التحريص على الدولة (إسرائيل).
صدر له بعد ذلك:
- ذكريات ونار
- المجزرة الرهيبة
- صبرا وشتيلا
- طير أبابيل
- جسر العودة
- زغاريد الاحجارة
- الركب العائد
- تراتيل الغضب

كتب الشاعر محمود دسوقي شعر المقاومة في فلسطين المحتلة عام 1948 وقد فرضت عليه الإقامة الجبرية في مدينته الطيبة سنوات طويلة وسجن مراراً بسبب ذلك.
يصور الشاعر في شعره حياة الشعب الفلسطيني تحت الاحتلال والمعاناة التي يلاقيها في أرضه ووطنه، يصور الامهم ويتغنى بامالهم وقد تجاوب مع الانتفاضة ووصف أحداثها وتغنى بها.
شارك في عدة ندوات شعرية خارج الوطن وحصل على عدة شهادات تقديرية من المؤسسات الثقافية الفلسطينية. كما وشارك في عدة ندوات شعرية عالمية نظمتها وزارة الثقافة الفلسطينية.
ترجمت أشعاره إلى اللغات الفرنسية، الألمانية والإيطالية. وتناول شعره عدد من الدارسين داخل فلسطين وفي الوطن العربي.

## دراساته
له عدة دراسات منها:
- الشعر العربي بين القديم والحديث
- المعلقات والملاحم الشعرية عند العرب في الجاهلية
- الاتجاه الوطني في الشعر العربي الفلسطيني - الاستقلال والثقافة الوطنية
- الإسلام دين أم دين ودولة
- الانتفاضة - انعكاسات وتفاعل هع أدب الداخل
- الرسام العاشق - رسالة إلى جامعة الدول العربية

## تكريمه
في عام 1994 أقيم للشاعر حفل تكريم في جامعة الأزهر (غزة- فلسطين) تحت رعاية الرئيس الفلسطيني ياسر عرفات ومنح شهادة تقدير، تقديراً له على مواقفه الوطنية.

## دراسات وأبحاث عنه
- الوطن في شعر الشاعر محمود دسوقي - فريد عبد الحليم حماد، كلية الآداب، جامعة بيرزيت 1995.

## مواقع خارجية
- الموت يغيب الشاعر الفلسطيني محمود دسوقي، 28 أكتوبر 2015
- ريما حاج يحيى: سيرة الشاعر محمود دسوقي